# Gunnar Rylander
Nils Gunnar Bernhard Rylander, född 12 mars 1935 i Herrljunga församling, Västergötland, död 7 oktober 2023 i Stockholms Oscars distrikt, var en svensk företagsledare och entreprenör baserad i Stockholm. 

## Biografi
Gunnar Rylander var son till tandläkare Nils Pettersson och Alfhild Pettersson (född Rylander). Gunnar Rylander var gift med Britta Rylander, född Björner, 1941.
Gunnar Rylander utbildade sig till civilingenjör vid Chalmers tekniska högskola och tog examen 1963.
Efter sin examen 1963 började Rylander sin karriär hos Ekonomisk Företagsledning (EF) AB, senare ett dotterbolag till PA Consulting Group Ltd i London. Han blev direktör och styrelseledamot på EF 1969. Mellan 1974 och 1985 var han VD för Ekonomisk Företagsledning. Under perioden 1979–1982 tjänade han som CEO för PA Continental Europe. Han var direktör och styrelseledamot för PA Consulting Group Ltd i London från 1974 och tjänstgjorde som arbetande styrelseordförande 1985–1987.
1978 grundade Rylander tillsammans med Stefan Ahlberg IBS AB  och var styrelseordförande där fram till 2005.
Gunnar Rylander grundade Catella AB  1987 och var företagets VD från 1991 till 2004 och ordförande 1987–1991, samt 2004–2008.
Rylander tjänstgjorde som styrelseordförande i Generics Group PLC i Cambridge från 1988, och styrelseledamot i FFV Telub 1987–1991, samt JP Bank 1998–1999.
Under sin tid som VD för Ekonomisk Företagsledning AB var Gunnar delaktig till att skapa två pris inom svenskt näringsliv. Det första var Guldkuggen, som delades ut i samverkan mellan Veckans Affärer och Ekonomisk Företagsledning AB. Det andra var Årets Ledare, som fortfarande (2023) delas ut av Affärsvärlden och där Rylander var medlem av juryn under många år.
Rylander var grundare och ordförande för Rylanderska stiftelsen, med syftet att stödja sociala entreprenörer. Stiftelsen startades 2008.
2019 tilldelades Gunnar Rylander utmärkelsen som Årets Förebildsentreprenör av Founders Alliance.

## Tennis
Gunnar Rylander hade engagemang för svensk tennis. Under sin tid som VD för Catella tog Gunnar Rylander initiativ till Team Catella som drevs i samverkan med Svenska Tennisförbundet. I Teamet ingick bland annat Robin Söderling och Joachim ”Pim-Pim” Johansson.
Catella och Svenska Tennisförbundet upprättade Gunnar Rylanders hederspris som delas ut i samband med Swedish Open i Båstad. Priset tilldelas en person som under lång tid verkat för och gjort extraordinära insatser för att främja och utveckla svensk ungdomstennis.